# Kleber Bambam
Kleber de Paula Pedra, mais conhecido como Kleber Bambam (Campinas, 14 de fevereiro de 1978), é um fisiculturista, ator e influencer brasileiro. Ficou conhecido por vencer a primeira edição do Big Brother Brasil.

## Biografia
Natural de Campinas, Kleber Bambam ganhou notoriedade nacional após participar da primeira temporada do reality show Big Brother Brasil, onde foi campeão com 68% dos votos. Após deixar o reality, trabalhou como ator na TV Globo, participando do seriado A Turma do Didi. Ele também posou nu para a revista G Magazine em janeiro de 2007. Em 2013, foi convidado a participar do BBB daquele ano, mas desistiu e deixou a casa depois de cinco dias.
Em maio de 2018, decidiu se mudar para os Estados Unidos para seguir carreira como fisiculturista. Três meses depois, venceu o campeonato de fisiculturismo que foi realizado em Las Vegas. Representando o Brasil, Bambam levantou um peso de mais de 100 kg, competiu com atletas de vários países, levou a melhor na categoria Master (mais de 35 anos) e ainda ficou com o terceiro lugar na categoria Sênior.
Em 25 de fevereiro de 2024, Bambam foi nocauteado pelo boxeador Popó após 36 segundos de luta na quarta edição do Fight Music Show, em São Paulo.

## Filmografia

### Televisão
| Ano       | Título               | Função                    | Notas                    |
| --------- | -------------------- | ------------------------- | ------------------------ |
| 2002      | Big Brother Brasil   | Participante (Vencedor)   | Temporada 1              |
| 2003–2005 | A Turma do Didi      | Bambam                    | Temporadas 5–6–7–8       |
| 2005      | Show do Tom          | Bambam                    | Quadro: O Infeliz 2      |
| 2008      | B.O.F.E. de Elite    | Ele mesmo                 | Participação especial    |
| 2012      | Cante se Puder       | Participante              | Temporada 2              |
| 2013      | Big Brother Brasil   | Participante (Desistente) | Temporada 13             |
| 2017      | Tá no Ar: a TV na TV | Ele mesmo                 | Quadro "Te Prendi Na TV" |
| 2025      | BBB: O Documentário  | Ele mesmo                 |                          |

### Cinema
| Ano  | Título                   | Papel  |
| ---- | ------------------------ | ------ |
| 2003 | Didi, o Cupido Trapalhão | Bambam |